# Мамаев, Багаутдин Кайсединович
Багаутдин Кайсединович Мамаев (15 декабря 1966, Махачкала, Дагестанская АССР, РСФСР, СССР) — советский и российский борец вольного стиля, призёр чемпионата СССР.

## Спортивная карьера
Вольной борьбой начал заниматься с 1977 года. Воспитанник спортивной школы «Урожай» Махачкалы, занимался у Эседуллаха Шахмарданова. В 1988 году стал бронзовым призёром чемпионата СССР в Красноярске. 

## Личная жизнь
В 1983 году окончил школу № 30 в Махачкалы. В 1988 году окончил Дагестанский политехнический институт.

## Достижения
- Чемпионат СССР по вольной борьбе 1988 — ;